# Łypowyj Rih (stacja kolejowa)
Łypowyj Rih, także Łypiw Rih (ukr. Липовий Ріг, Липів Ріг) – stacja kolejowa w miejscowości Jabłunewe, w rejonie niżyńskim, w obwodzie czernihowskim, na Ukrainie. Położona jest na linii Czernihów – Niżyn.